# Philodromus bonneti
Philodromus bonneti este o specie de păianjeni din genul Philodromus, familia Philodromidae, descrisă de Karol, 1968.
Este endemică în Turcia. Conform Catalogue of Life specia Philodromus bonneti nu are subspecii cunoscute.